# Синха, Яшвант
Яшвант Синха (хинди यशवंत सिन्हा; род. 6 ноября 1937, Патна, Британская Индия) — индийский политический деятель, министр финансов Индии в 1998—2002 и 1990—1991 годах и министр иностранных дел Индии в 2002—2004 годах.

## Биография

### Детство и образование
Яшвант Синха родился 6 ноября 1937 года в семье каястх на территории города Патна в бывшей Британской Индии. Синха обучался в Университете Патны, который окончил со степенью бакалавра истории. В 1958 году он получил степень магистра в области политологии. Впоследствии, Яшвант Синха преподавал этот предмет в Университете Патны до 1962 года.

### Государственная служба
В 1960 году Синха поступил на службу в Индийскую административную службу и за время службы занимал важные должности более 24 лет. В течение 4 лет Синха был окружным судьёй Индии и окружным коллектором Индии. Помимо этого Яшвант Синха был заместителем секретаря финансового департамента правительства Бихара в течение 2 лет, после чего работал в Министерстве торговли Индии в качестве заместителя секретаря правительства Индии.
В 1971—1973 годах Синха был первым секретарём (в коммерции) в посольстве Индии в городе Бонн. Впоследствии Яшвант Синха работал генеральным консулом Индии в Франкфурте-на-Майне в 1973—1974 годах. После этого он работал в Департаменте промышленной инфраструктуры правительства штата Бихар и в Министерстве промышленности правительства Индии, занимаясь вопросами, касающимися иностранного промышленного сотрудничества, импорта технологий, прав интеллектуальной собственности и промышленных разрешений.
Позже Синха был совместным секретарём правительства Индии в Министерстве наземного транспорта Индии. В 1980—1984 годах основными обязанностями Синхи являлись автомобильный транспорт, порты и судоходство. В 1984 году Яшвант Синха ушёл со службы.

### Политическая карьера

#### Джаната дал
После того, как Синха ушёл со службы в 1984 году он решил заняться «активной» политикой в качестве члена партии Джаната. В 1986 году он был назначен генеральным секретарём партии, а в 1988 году был избран в Раджья сабху.
Когда в 1989 году сформировалась партия Джаната дал, то Синха стал её генеральным секретарём. С ноября 1990 года по июнь 1991 года, когда Синха всё ещё был генеральным секретарём Джаната дал, он занимал должность министра финансов Индии при премьер-министре Чандре Шекхаре Сингхе.

#### Бхаратия джаната парти
В июне 1996 года Яшвант Синха стал национальным представителем Бхаратия джаната парти. В 1998, 1999 и 2009 годах Синха избирался в Лок сабху в качестве кандидата Бхаратия джаната парти от избирательного округа Хазарибагх. В марте 1998 года Синха был повторно назначен министром финансов Индии, а 1 июля 2002 года — министром иностранных дел. В 2004 году Яшвант Синха проиграл на выборах в Лок сабху Бхубнешвару Прасаду Мехте, однако уже в 2005 году он снова вошёл в парламент. 13 июня 2009 года Синха ушёл с поста вице-президента партии. В 2018 году Яшвант Синха покинул Бхаратия джаната парти из-за «состояния партии» и из-за того, что «демократия в Индии находится в большой опасности».
Индийский политик Паппу Ядав в своей автобиографии под названием «Дрохкаал ка Патик» утверждал, что три депутата от его Федеративной демократической партии получили деньги от Яшванта Синхи, чтобы в 2001 году присоединиться к Национально-демократическому альянсу.
4 апреля 2017 года Синха был задержан в округе Хазарибагх вместе с Манишем Джайсвалом и другими 150 людьми после попытки провести религиозную процессию. Когда полиция их задержала, то его сторонники протестовали, и как считается, они пытались забросать полицию камнями.

#### Всеиндийский Тринамул конгресс и президентские выборы
13 марта 2021 года Яшвант Синха присоединился к Всеиндийскому Тринамул конгрессу для борьбы с Бхаратия джаната парти незадолго до выборов в Законодательное собрание Западной Бенгалии 2021 года. 15 марта того же года Синха был назначен Маматой Банерджи вице-президентом партии. Яшвант Синха был единогласным кандидатом в президенты Индии на президентских выборах 2022 года, однако он проиграл на выборах Драупади Мурму. В связи с тем, что Синха был кандидатом в президенты, он покинул Всеиндийский Тринамул конгресс в 2022 году.

### Министр финансов Индии
Синха был министром финансов Индии до 1 июля 2002 года, когда его сменил Джасвант Сингх. За время своего пребывания в должности Яшвант Синха был вынужден свернуть некоторые из основных политических инициатив своего правительства, за которые его сильно критиковали. Тем не менее, ему приписываются проведение нескольких крупных реформ, которые вывели индийскую экономику на устойчивую траекторию роста. Среди этих реформ были снижение реальных процентных ставок, введение налогового вычета для процентов по ипотечным кредитам, освобождение телекоммуникационного сектора, помощь в финансировании Национального управления автомобильных дорог Индии и дерегулирование нефтяной промышленности.
На посту министра финансов Индии Яшвант Синха обвинялся в попытке продвижения кумовства из-за выдвижения кандидатуры своего сына Джаянта в качестве преемника выборов от Хазарибагха, игнорирующего интересы многих лояльных партийных работников, однако Синха всё равно пытался оправдать выдвижение своего сына решением партии. 

## Награды
- В 2015 году Яшвант Синха был награждён Орденом Почётного легиона — высшей гражданской наградой Франции[16] за его работу на посту министра финансов Индии и министра иностранных дел Индии и за неоценимый вклад в решение международных проблем[17][18].